# Christian Engeli
Christian Engeli (* 1938 in Birwinken/Schweiz) ist ein Schweizer Historiker, der in Deutschland gearbeitet hat und lebt.

## Leben
Engeli wurde als Sohn eines Volksschullehrers in Birwinken geboren. 1946 zog die Familie nach Romanshorn am Bodensee im Kanton Thurgau. Ab 1953 besuchte Christian Engeli das Lehrerseminar in Kreuzlingen und wurde danach Volksschullehrer in Bürglen. 1959 immatrikulierte er sich an der Philosophischen Fakultät der Universität Zürich für den Studiengang Lehramt an Sekundarschulen. Von Anfang an galt sein Interesse der Geschichte des 19. und 20. Jahrhunderts. 1961 ging er an die TU Berlin und studierte dort Geschichte. Er wurde 1969 mit einer Dissertation über den Berliner Oberbürgermeister in der Weimarer Republik Gustav Böß an der Freien Universität Berlin promoviert. Danach war er Wissenschaftlicher Mitarbeiter am Kommunalwissenschaftlichen Forschungszentrum in Berlin, aus dem 1973 das Deutsche Institut für Urbanistik hervorging.
Er ist Vater zweier Töchter und hat fünf Enkelkinder. Er lebt nach wie vor in Berlin.

## Schriften (Auswahl)
- mit Wolfgang Hofmann (Hrsg.): Informationen zur modernen Stadtgeschichte, Berlin 1970–2001.
- Gustav Böß. Oberbürgermeister von Berlin 1921–1930. Kohlhammer, Stuttgart/Berlin/Köln/Mainz 1971.
- Bearb. mit Wolfgang Haus: Quellen zum modernen Gemeindeverfassungsrecht in Deutschland. Kohlhammer, Stuttgart/Berlin/Köln/Mainz 1975.
- (Hrsg.): Gustav Böß: Beiträge zur Berliner Kommunalpolitik. Neues Verlags-Comptoir, Berlin 1981.
- Probleme der Stadtgeschichtsschreibung. Materialien zu einem Kolloquium des Deutschen Instituts für Urbanistik am 29. und 30. April 1980. Deutsches Institut für Urbanistik, Berlin 1981.
- Landesplanung in Berlin-Brandenburg. Eine Untersuchung zur Geschichte des Landesplanungsverbandes Brandenburg-Mitte 1929–1936. Kohlhammer, Stuttgart/Berlin/Köln/Mainz 1986.
- (Hrsg. mit Horst Matzerath): Moderne Stadtgeschichtsforschung in Europa, USA und Japan. Ein Handbuch. Kohlhammer, Stuttgart/Berlin/Köln/Mainz 1989.